# 圣乔治达讷贝克
圣乔治达讷贝克（法語：Saint-Georges-d'Annebecq，法語發音：[sɛ̃ ʒɔʁʒ danbɛk] ⓘ）是法国奥恩省的一个市镇，位于该省中西部地区，属于阿让唐区。

## 地理
圣乔治达讷贝克（48°37'59"N, 0°15'56"W）面积9.35 平方千米，位于法国诺曼底大区奧恩省，该省份为法国西北部内陆省份，北起顺时针与卡爾瓦多斯省、厄尔省、厄尔-卢瓦省、萨尔特省、马耶讷省和芒什省接壤。
与圣乔治达讷贝克接壤的市镇（或旧市镇、城区）包括：法沃罗勒、博万、拉绍、勒格赖、拉讷。
圣乔治达讷贝克的时区为UTC+01:00、UTC+02:00（夏令时）。

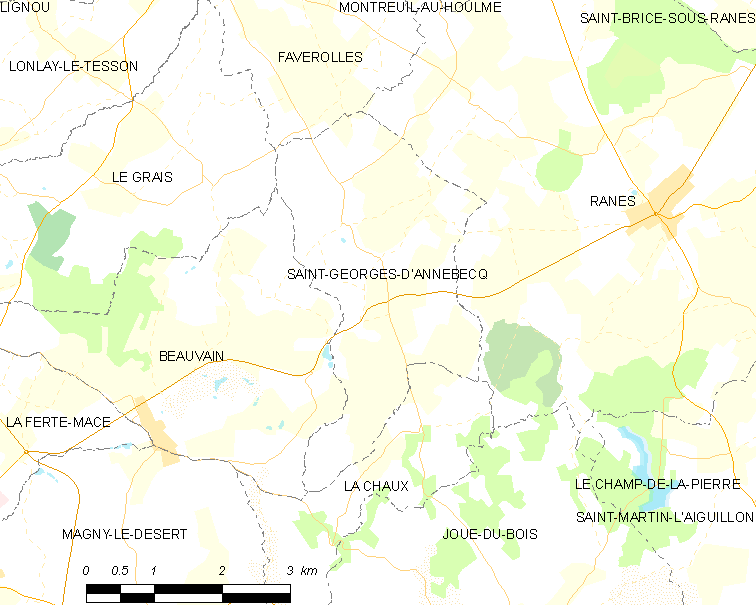
圣乔治达讷贝克的OSM定位图

## 行政
圣乔治达讷贝克的邮政编码为61600，INSEE市镇编码为61390。

## 政治
圣乔治达讷贝克所属的省级选区为马尼勒代塞尔县。

## 人口

1962-2008年间圣乔治达讷贝克人口变化图示

圣乔治达讷贝克于2022年1月1日时的人口数量为167人。